# Trpín (Kladky)
Trpín (německy Trpin) je osada a základní sídelní jednotka obce Kladky v okrese Prostějov. Spolu s Ošíkovem se nachází mezi obcemi Kladky a Vysoká, blízko hranice s okresem Svitavy, asi 15 km severovýchodně od Konice a asi 36 km severozápadně od Prostějova. V roce 1980 zde žilo 22 obyvatel v sedmi domech.
V Trpíně je registrováno devět čísel popisných: 190, 191, 192, 194, 195, 196, 197, 198 a 218. Trpínem prochází silnice III/37346. Nachází se zde kaple.
| Rok            | 1869 | 1880 | 1890 | 1900 | 1910 | 1921 | 1930 | 1950 | 1961 | 1970 | 1980 |
| -------------- | ---- | ---- | ---- | ---- | ---- | ---- | ---- | ---- | ---- | ---- | ---- |
| Počet obyvatel | 42   | 30   | 32   | 34   | 25   | 20   | 24   | 18   | 17   | 23   | 22   |
| Počet domů     | 6    | 8    | 8    | 8    | 8    | 9    | 9    | 8    | –    | 7    | 7    |